# 1708 en musique classique
| \| • Retour à la chronologie générale de la musique classique • \| |
| Grèce • Rome • Haut Moyen Âge • VIIIe siècle • IXe siècle • Xe siècle • XIe siècle XIIe siècle • XIIIe siècle • XIVe siècle • XVe siècle • XVIe siècle • XVIIe siècle XVIIIe siècle • XIXe siècle • XXe siècle • XXIe siècle |
| • Retour à la chronologie générale de la musique classique • |

| Années en musique classique : 1705 - 1706 - 1707 - 1708 - 1709 - 1710 - 1711    |
| Décennies en musique classique : 1670 - 1680 - 1690 - 1700 - 1710 - 1720 - 1730 |

## Événements
- Janvier : Der beglückte Florindo, opéra de Georg Friedrich Haendel, créé au Theater am Gänsemarkt de Hambourg.
- 19 juillet : première représentation de Aci, Galatea e Polifemo, cantate de Georg Friedrich Haendel.
- Jean-Sébastien Bach devient organiste officiel à la cour de Weimar.

## Œuvres
- Premier livre d'orgue de Pierre Du Mage.
- Cantates françaises sur des sujets tirés de l'Écriture, d'Élisabeth Jacquet de la Guerre.
- Jean-Sébastien Bach compose les cantates : Der Herr denket an uns, Gott ist mein König.

## Naissances

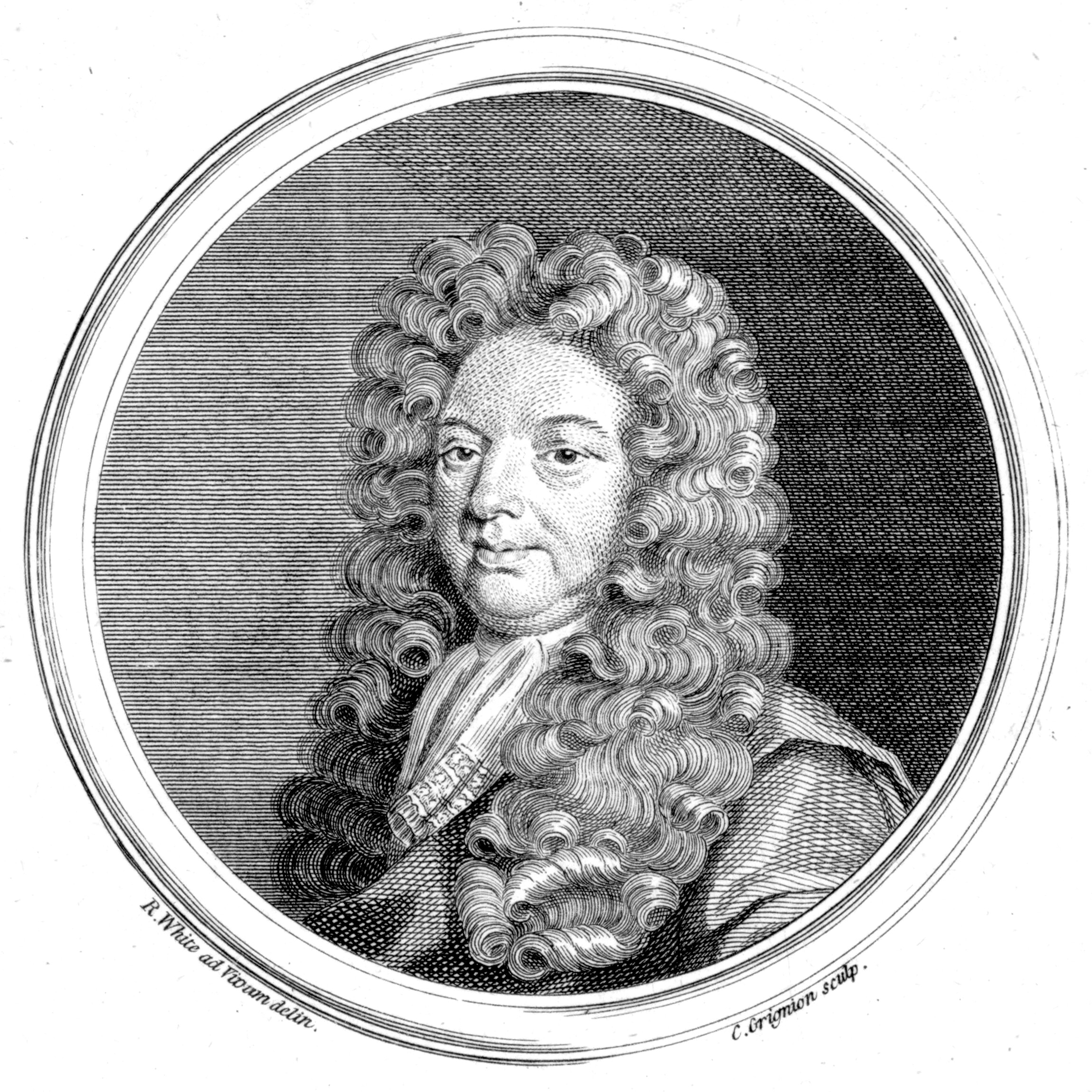
John Blow.

- 26 janvier : William Hayes, compositeur, organiste, chanteur et chef d'orchestre anglais († 27 juillet 1777).
- 6 avril : Georg Reutter le jeune, compositeur autrichien († 11 mars 1772).
- 5 mai : Johann Adolf Scheibe, compositeur, critique musical, théoricien de la musique germano-danois († 22 avril 1776).
- 19 juin : Johann Gottlieb Janitsch, compositeur baroque allemand († 1763).
- 26 août : Matteo Capranica, compositeur et organiste italien († après 1776).

Date indéterminée :
- Giuseppe Avossa, compositeur italien († 9 janvier 1796).

Vers 1708 :
- Giovanni Battista Lampugnani, compositeur et claveciniste italien († 2 juin 1788).
- Jan Křtitel Jiří Neruda, compositeur tchèque († vers 1780).

Avant 1708 :
- Antonio Orefice, compositeur italien († après 1734).

## Décès
- 19 avril : Angiola Teresa Moratori Scanabecchi, compositrice et peintre italienne (° 1662).
- 1er octobre : John Blow, compositeur et organiste anglais (° février 1649).

Date indéterminée :
- Jacques Danican Philidor, compositeur et musicien français (° 1657).
- Jacques de Saint-Luc, musicien de cour (° 1616).

Après 1708 :
- Aurelio Aureli, librettiste italien (° avant 1652).